# SKE48の名古屋4局のアナウンサーを8週連続で呼び出したった。
『SKE48の名古屋4局のアナウンサーを8週連続で呼び出したった。』（エスケーイーフォーティーエイトのなごやよんきょくのアナウンサーをはっしゅうれんぞくでよびだしたった）は、2020年10月30日より12月18日までLocipoで配信されていたインターネット配信番組である。

## 概要
Locipoが2020年秋のリニューアル編成で、SKE48が「Locipo新しいこと始めました！公式サポーター」に就任した一環として、中京テレビ放送本社のロビーから、大場美奈＋SKE48のメンバー2名とLocipo加盟局からのアナウンサー2名が出演して、人気番組の裏話やライバル局同士の本音などを聞き出すトーク番組である。毎週金曜20時からLocipoで生配信を行っていた。

## 放送日程

### 2020年10月30日 - 12月18日
| 回 | 配信日          | MC       | 出演メンバー        | 呼び出されたアナウンサー（所属局）               |
| -- | --------------- | -------- | ------------------- | ------------------------------------------------ |
| 1  | 2020年 10月30日 | 大場美奈 | 井上瑠夏 太田彩夏   | 速水里彩（東海テレビ） 磯貝初奈（中京テレビ）    |
| 2  | 11月6日         | 大場美奈 | 山内鈴蘭 太田彩夏   | 山内彩加（CBCテレビ） 岡田愛マリー（テレビ愛知） |
| 3  | 11月13日        | 大場美奈 | 鈴木恋奈 福士奈央   | 松原朋美（中京テレビ） 齊藤初音（CBCテレビ）     |
| 4  | 11月20日        | 大場美奈 | 大谷悠妃 谷真理佳   | 浦口史帆（東海テレビ） 武田知沙（テレビ愛知）    |
| 5  | 11月27日        | 大場美奈 | 中野愛理 菅原茉椰   | 森夏美（東海テレビ） 永岡歩（CBCテレビ）         |
| 6  | 12月4日         | 大場美奈 | 井上瑠夏 太田彩夏   | 平山雅（中京テレビ） 天野なな実（テレビ愛知）    |
| 7  | 12月11日        | 大場美奈 | 斉藤真木子 福士奈央 | 斉藤誠征（東海テレビ） 相澤伸郎（テレビ愛知）    |
| 8  | 12月18日        | 大場美奈 | 井上瑠夏 太田彩夏   | 望月杏夏（中京テレビ） 光山雄一朗（CBCテレビ）   |